# Københavns Lufthavn Station (metroen)
|  | For jernbanestationen, se Københavns Lufthavn Station (Øresundsbanen) |
Københavns Lufthavn Station er en del af metroens tredje etape på Amagers østkyst, Østamagerbanen, som består i en forlængelse af linje M2. Etapen strækker sig over 4,5 kilometer (hvoraf ½ kilometer løber under jorden) fra Lergravsparken Station til Lufthavnen Station med stop ved fem  stationer og gør stationen til den nye endestation på linje M2 . Det egentlige anlægsarbejde påbegyndtes i foråret 2004. Byggeriet består af to separate broer over henholdsvis Øresundsmotorvejen (E20) og den nærliggende jernbane til henholdsvis indkommende og afgående metrotog. Stationen ender, efter en sikkerhedsbremsezone, ved den nordlige vingespids af lufthavnens Terminal 3 (stationsområdet i den spidse ende) på øverste etage i parkeringshuset P5 og vest for Hilton Copenhagen Airport Hotel. En gangpassage fører fra stationen ind i parkeringshuset og gennem parkeringshuset, således at passagererne kan gå direkte ind i lufthavnens Terminal 3. Der er opgang til stationen fra gadeplan.
Den 8. september 2005 afholdtes rejsegilde på metro-stationen  som en fejring af at rekonstruktionen på det nye byggeri var færdig. Lufthavnen Station blev åbnet den 28. september 2007 og skulle ifølge en prognose dagligt betjene godt 25.000 passagerer . Ørestadsselskabet (Østamagerbaneselskabet) står for anlæggelsen af banen over det østlige Amager (til og med Øresundsmotorvejen), mens Københavns Lufthavne (ejendomsafdeling) er bygherre af selve Lufthavnen Station (fra og med jernbanesporene) i samarbejde med Ørestadsselskabet. Den nye metrostation er tegnet af Vilhelm Lauritzen Arkitekter til at passe sammen med lufthavnens øvrige arkitektur og facade med brug af materialerne granit, stål og glas . Samme tegnestue har nemlig tegnet jernbanestationen, Terminal 3 og kontroltårnet i Københavns Lufthavn, Kastrup  og er særlig kendt for at have stået bag den gamle lufthavnsterminal fra 1939. Arkitektonisk vil stationen være unik sammenlignet med de øvrige metro-stationer ved at være placeret over jernbanesporene og udformet som en lukket glas- og tagkonstruktion  med ovenlys og udsigt til Øresund, motorvej og lufthavn .
I 2012 var passagertalet pr. dag i gennemsnit 8.900 personer .